# Jorge Sánchez Balsas
José Jorge Sánchez Balsas (Zaragoza, España, 9 de febrero de 1977) es un nadador, retirado, especializado en pruebas de estilo espalda. 
En el año 1998, conseguía el 10.º puesto en el Campeonato del Mundo de Perth en la prueba de 200 metros Espalda
Fue medalla de bronce en 200 metros espalda durante el Campeonato Europeo de Natación en Piscina Corta de 1998.
Durante la XX Juegos Universitarios de Palma de Mallorca en 1999 obtuvo el 7.º puesto en la prueba de 200 metros Espalda.
Medalla de oro en la Copa del Mundo de Natación de París en el año 2000 en la prueba de 200 Espalda y medalla de bronce en la prueba de 100 Espalda.
Medalla de plata en la Copa del Mundo de Natación de Malmoe (Suecia) en el año 2000 en las pruebas de 100 y 200 Espalda.
En el mismo año, finalizó 5.º clasificado en el Campeonato del Mundo de Piscina Corta en Atenas en la misma prueba de 200 metros Espalda.
Medalla de Bronce en los Juegos del Mediterráneo de 2001 en Túnez en la prueba de los 200 metros Espalda.
En la Copa de España de Clubes de 2004 en el Club Natació Hospitalet, batió el Récord de España de la prueba de los 100 metros Espalda en piscina corta, con 52"94c.
5.º puesto en el Campeonato del Europa de Madrid 2004 en la prueba de 200 metros Espalda.
Participante en los Juegos Olímpicos de Atenas 2004 en la prueba de 200 metros Espalda disputando las semifinales y ocupando el 13.º puesto.
En la actualidad, es presidente del Stadium Casablanca de Zaragoza, club deportivo de más de 11.000 abonados.

## Palmarés internacional
| Campeonato Europeo de Natación en Piscina Corta | Campeonato Europeo de Natación en Piscina Corta | Campeonato Europeo de Natación en Piscina Corta | Campeonato Europeo de Natación en Piscina Corta |
| Año                                             | Lugar                                           | Medalla                                         | Prueba                                          |
| ----------------------------------------------- | ----------------------------------------------- | ----------------------------------------------- | ----------------------------------------------- |
| 1998                                            | Sheffield (Reino Unido)                         | Medalla de bronce                               | 200 m espalda                                   |